# 川原田政太郎

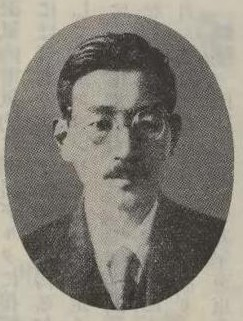
川原田政太郎

川原田 政太郎（かわはらだ まさたろう、1890年8月7日 - 1983年9月6日）は、日本の工学者、早稲田大学名誉教授。日本におけるテレビジョン研究において、高柳健次郎と並ぶ第一人者。
同郷の宇田新太郎、盛永俊太郎と共に「魚津の三太郎博士」と呼ばれた。

## 来歴・人物
富山県下新川郡下野方村（現･魚津市）に生まれ、素質を認められ地元の医師の支援のもとで働きながら苦学し、魚津町立魚津尋常高等小学校（後の魚津市立大町小学校、現在は魚津市立よつば小学校に統合）→魚津中学校（現富山県立魚津高等学校）を経て早稲田大学大学部予科に入学。1915年早大理工科電気工学科卒業。早稲田大学助教授としてイギリスに留学した際、ロンドン大学のテレビジョン実験に感銘を受ける。
1926年から山本忠興とともに機械式（機械式走査方式）のテレビジョン研究に着手し、1930年には1.5m角の画面に受像する公開実験に成功した。このテレビジョンは高柳健次郎の開発したブラウン管方式に比べ解像度に劣るが、大型スクリーンに投影できる特徴があった。1931年、戸塚球場にて行われた野球部の試合を、理工学部実験室まで送信し、世界初の屋外実況中継を成功させた。山本と川原田のテレビジョン研究は1937年頃まで続いた。
1947年（昭和22年）10月31日、昭和天皇の戦後巡幸が富山県に及んだ際には、昭和天皇に自ら発明した電磁時計を説明している。
発明家としても知られ、取得した特許数は60にも及ぶ。上野駅前の地下鉄ストアビルに世界最大の電気式時計台を作っている。